# Avbytare

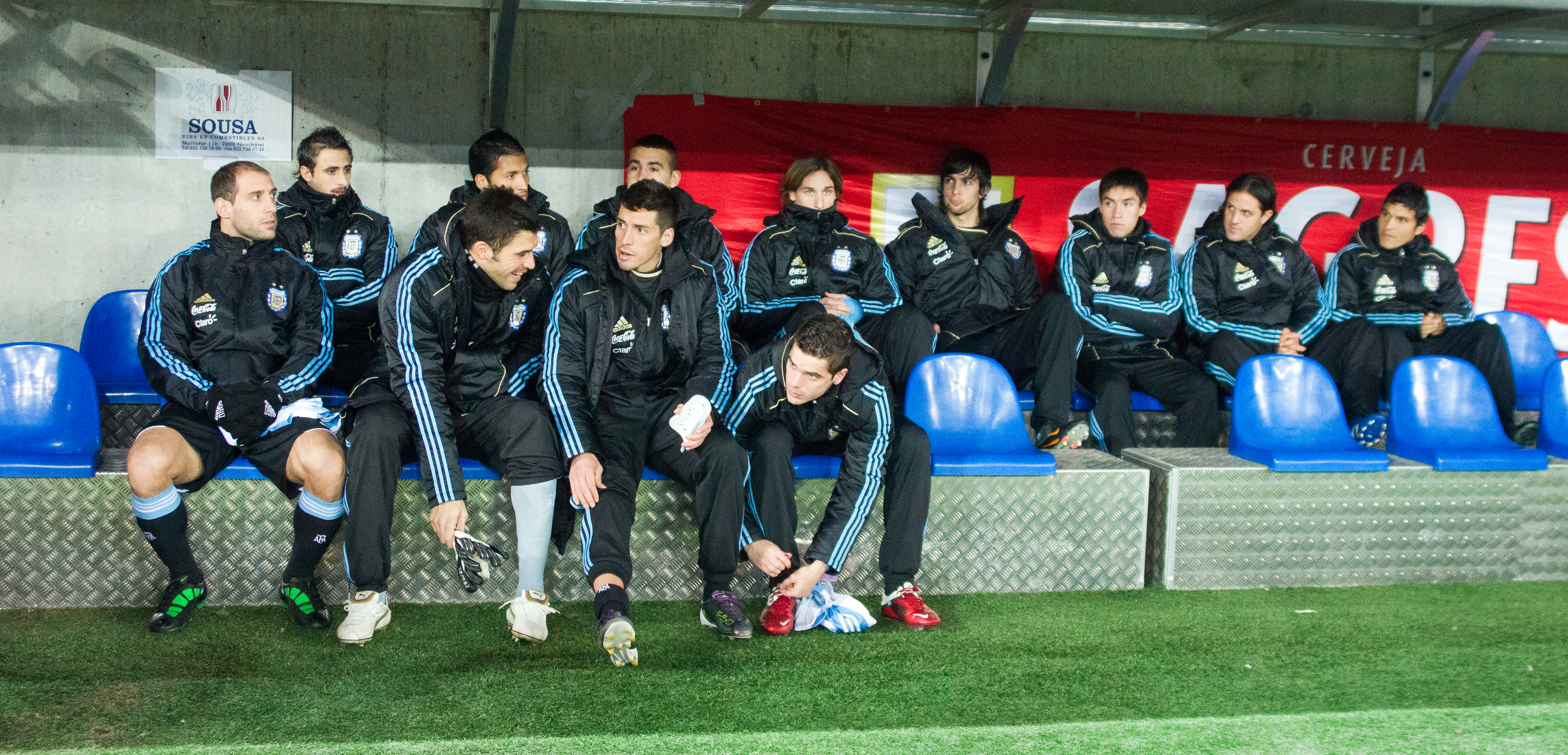
Argentinska herrfotbollslandslagets spelarbänk.

En avbytare eller inhoppare är inom lagsport en spelare som sitter på avbytarbänken, men kan bytas in i utbyte mot en annan spelare. Det är inte alltid en avbytare till en match faktiskt även gör ett inhopp i matchen.
En spelare som ofta sitter på bänken kallas inom framför allt fotboll ibland populärt för bänkvärmare eller bänknötare. Det finns också spelare som tränare gärna använder för att bytas in när det är matchavgörande. De är kanske inte i form för att spela en hel match, men kan på kort tid ändra en matchbild om de byts in, eller är särskilt offensiva och bra på att göra mål. På engelska betecknas de "super-subs", där sub är en förkortning för "substitution player", avbytare på engelska.
I ishockey, där spelare obegränsat får bytas in och ut under hela matchen, finns ett särskilt avbytarbås, skiljt från utvisningsbåset där utvisade spelare avtjänar sitt straff.
Norska fotbollsspelaren Ole Gunnar Solskjær blev under sent 1990-tal berömd för att börja många matcher på bänken, för att i slutminuterna bytas in och göra mål.

### Fotnoter
1. ↑  Henric Larsson (13 mars 2013). ”Solskjaers tips: Giggs tar över Manchester United”. Eurosport. http://www.eurosport.se/fotboll/premier-league/2012-2013/solskjaers-tips-giggs-tar-over-manchester-united_sto3663896/story.shtml. Läst 22 december 2013.